# Rise of the Tyrant
Rise of the Tyrant ist das siebte Album der schwedischen Melodic-Death-Metal-Band Arch Enemy. Es wurde von Frederik Nordström produziert und im September 2007 von Century Media veröffentlicht.

## Entstehung
Die Band veröffentlichte ein Video zum Lied Revolution Begins. Im April 2007 folge ein zweiter Clip zum Lied I Will Live Again. Im September erschien das Album schließlich.
Neben der normalen Version wurde eine limitierte Ausgabe mit einer DVD herausgegeben, die Live-Aufnahmen und eine Dokumentation über ihre Tour in Südamerika 2007 beinhaltete.

## Titelliste
| Nr.          | Titel                 | Autor(en)                    | Musik                                               | Länge |
| ------------ | --------------------- | ---------------------------- | --------------------------------------------------- | ----- |
| 1.           | Blood on Your Hands   | Angela Gossow                | Michael Amott, Christopher Amott                    | 4:41  |
| 2.           | The Last Enemy        | Angela Gossow                | Michael Amott, Christopher Amott                    | 4:15  |
| 3.           | I Will Live Again     | Angela Gossow                | Michael Amott, Christopher Amott, Daniel Erlandsson | 3:32  |
| 4.           | In This Shallow Grave | Michael Amott                | Michael Amott, Christopher Amott, Daniel Erlandsson | 4:54  |
| 5.           | Revolution Begins     | Michael Amott                | Michael Amott, Christopher Amott                    | 4:11  |
| 6.           | Rise of the Tyrant    | Angela Gossow                | Michael Amott                                       | 4:33  |
| 7.           | The Day You Died      | Angela Gossow, Michael Amott | Michael Amott, Daniel Erlandsson                    | 4:52  |
| 8.           | Intermezzo Liberte    |                              | Michael Amott                                       | 2:51  |
| 9.           | Night Falls Fast      | Angela Gossow                | Michael Amott                                       | 3:18  |
| 10.          | The Great Darkness    | Angela Gossow                | Michael Amott                                       | 4:46  |
| 11.          | Vultures              | Angela Gossow                | Michael Amott, Christopher Amott                    | 6:35  |
| Gesamtlänge: | Gesamtlänge:          | Gesamtlänge:                 | Gesamtlänge:                                        | 48:33 |

| Nr.          | Titel        | Autor(en)                            | Musik                                | Länge |
| ------------ | ------------ | ------------------------------------ | ------------------------------------ | ----- |
| 12.          | The Oath     | Paul Stanley, Bob Ezrin, Tony Powers | Paul Stanley, Bob Ezrin, Tony Powers | 4:16  |
| Gesamtlänge: | Gesamtlänge: | Gesamtlänge:                         | Gesamtlänge:                         | 52:49 |

## Rezeption
Matthias Olejnik von Metal.de lobte vor allem das Spiel der Instrumente, besonders der Gitarren. Dieses sei gekonnt und steche deutlich hervor. Weniger überzeugend sei der Gesang, der an Kraftlosigkeit leide. Ein Mitarbeiter von Metalunderground bewertete dagegen sowohl Gesang als auch den Instrumenteinsatz als gelungen. Eine weitere Stärke des Albums sei die Mischung von melodischem und brutalem Metal. Als Schwäche des Albums nennt der Autor den Mangel an Innovationen. Das Album verzichte auf Experimente und Neuerungen und orientiere sich zu sehr an vorherigen Werken.